# Battista Farina
Giovanni Battista Farina, dal 1961 Giovanni Battista Pininfarina (Cortanze, 2 novembre 1893 – Losanna, 3 aprile 1966), è stato un imprenditore e carrozziere italiano, fondatore della Società Anonima Carrozzeria Pinin Farina.

## Biografia

### La formazione
Decimo degli undici figli di Giuseppe e Giacinta Vigna, il suo soprannome Pinìn (ovvero "Giuseppino" in piemontese) si riferiva alla sua somiglianza con il padre. La famiglia Farina è di origini astigiane e si era trasferita da Cortanze a Torino, sul finire del XIX secolo, a causa della grave crisi economica di quegli anni, con la speranza di trovare miglior fortuna all'ombra della Mole. Grazie alle esperienze acquisite nella terra d'origine, di antiche tradizioni vitivinicole, unitamente alla facilità di far giungere la merce a Torino tramite la nuova tranvia Asti-Cortanze, Giuseppe aveva intrapreso il commercio al dettaglio di vino, aprendo una bottiglieria.
Dopo aver frequentato le elementari, nel 1906 Pinìn iniziò a lavorare nella piccola carrozzeria che il fratello maggiore Giovanni aveva aperto in quell'anno, formandosi come abile carrozziere e presto divenendo alter ego del fratello, con ampia autonomia decisionale all'interno dell'azienda, fino ad assumere la direzione degli Stabilimenti Farina nel 1928.

### La Pinin Farina

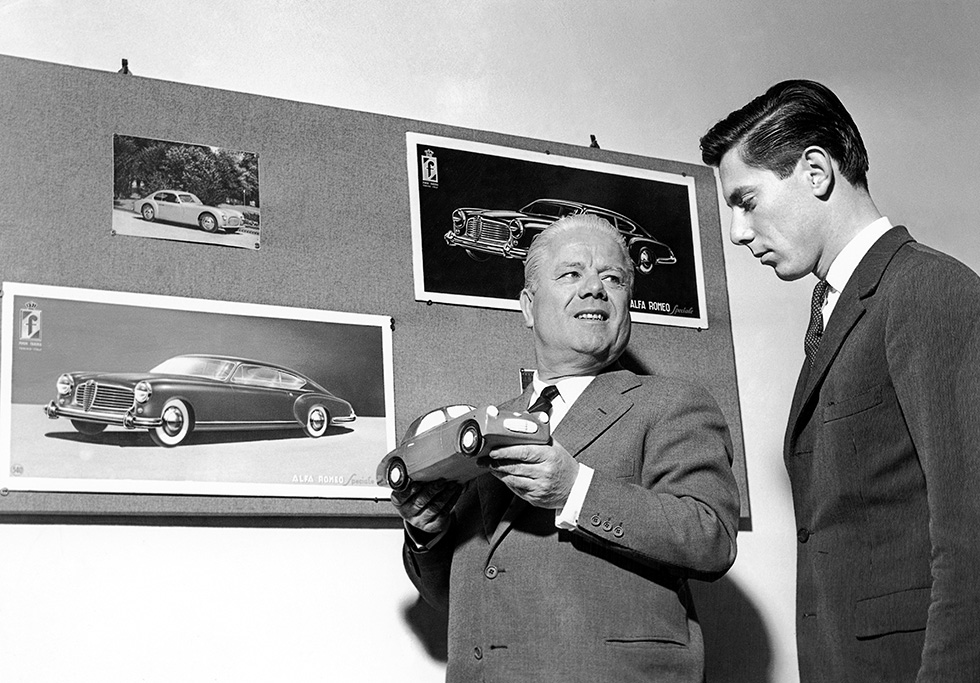
Giovanni Battista Farina e il figlio Sergio negli uffici Pininfarina nel 1950.

Nel 1930, grazie all'ingente finanziamento concesso da una facoltosa zia della moglie, ebbe l'occasione di mettersi in proprio e fondò la Società Anonima Carrozzeria Pinin Farina, insieme ad altri soci minoritari, tra i quali Vincenzo Lancia e Gaspare Bona, che sarebbe divenuta in seguito la Carrozzeria Pininfarina. Fin dalla sua fondazione, la casa automobilistica Lancia era cliente degli Stabilimenti Farina e nei 20 anni di collaborazione era nato tra Vincenzo Lancia e Battista Farina uno speciale rapporto di amicizia e reciproca stima, soprattutto basato sulla grande passione per le innovazioni tecniche che animava entrambi.
Per un decennio Battista Farina lavorò quasi esclusivamente per la Lancia, realizzando prototipi, speciali e piccole serie, soprattutto su autotelai "Augusta", "Astura" e "Aprilia".
Battista "Pinìn" Farina fu uno stilista d'innato gusto estetico, ma contrariamente a quanto si possa presumere non fu un designer; mai disegnò una delle automobili da lui firmate. La sua formazione era avvenuta nella pionieristica officina del fratello Giovanni, in epoca in cui la forma delle carrozzerie non veniva predefinita da un progetto, ma modellata pezzo per pezzo, secondo il gusto, l'immaginazione e la visione d'insieme del carrozziere. Da Giovanni Agnelli, altro suo punto di riferimento, Pinìn aveva imparato a ragionare sul confronto, sin dal 1911, quando si era trovato nell'officina FIAT a illustrare il prototipo del radiatore da lui realizzato per la "Tipo Zero", insieme ad altri carrozzieri concorrenti con i loro prototipi.
In seguito, quando l'evoluzione dell'arte carrozziera iniziò a far partire l'opera dai progetti di valenti designer, il suo metodo di lavoro consistette nell'affidare contemporaneamente a 4 o 5 figurinisti il compito di immaginare e disegnare la vettura commissionata, fornendo loro solo i dati dimensionali dell'autotelaio. Le tavole dei disegnatori, comprendenti le 5 viste assonometriche ortogonali e le viste prospettiche anteriore e posteriore di ¾, in scala 1:10, venivano affisse alle pareti di un'apposita sala dove Pinìn valutava, commentava e decideva quale dei progetti meritava di essere realizzato.
Il prescelto aveva il compito di eseguire le stesse tavole in scala 1:5 da sottoporre alla committenza e, un tempo ottenuto il placet, dare inizio al disegno esecutivo in scala 1:1, comprendente le sezioni necessarie alla costruzione del mascherone sul quale i carrozzai e i battilastra modellavano il prototipo o la maquette. Era in questa "fase tridimensionale" che Pinìn effettuava le sue modifiche di particolare, a stretto contatto con i battilastra, cui riusciva a dare indicazioni e istruzioni molto precise, derivanti dalla comune esperienza manuale.
Dopo la lunga parentesi bellica, l'attività riprese e, a partire dagli inizi degli anni cinquanta, conobbe un successo sempre crescente, anche per merito del figlio Sergio e del genero Renzo Carli, marito della figlia Gianna, che Pinin aveva associati alla conduzione dell'azienda. Nello stesso periodo si svolse il rapido declino della Stabilimenti Farina che chiuse i battenti nel 1953, mentre le maestranze furono assorbite dalla Pininfarina.

### La graduale uscita di scena
Nel 1959 ridimensionò ulteriormente il suo ruolo aziendale, decidendo di partire per un lungo viaggio di piacere e studio, nel quale si dedicò principalmente alla sua passione per l'arte che ora aveva finalmente l'occasione di compiutamente soddisfare. Si trattò di un viaggio intorno al mondo di 83.000 km che effettuò in compagnia dell'amico e consigliere Giovanni Canestrini, decano del giornalismo automobilistico italiano. Come scrisse Canestrini sul Corriere della Sera, quella fu l'occasione nella quale Pinin Farina si rese conto della sua enorme popolarità mondiale. Ad ogni tappa del viaggio, infatti, venivano prontamente organizzati ricevimenti per degnamente onorare il carrozziere in transito, partecipati dalle autorità e dai più importanti nomi del settore industriale del Paese ospitante.
Al suo ritorno decise di ritagliarsi solamente il ruolo di supervisore, in qualità di presidente, lasciando la direzione aziendale completamente nelle mani del figlio e del genero che nominò amministratori delegati il 27 aprile 1961. Nello stesso anno Giovanni Battista Farina cambiò ufficialmente il suo cognome in "Pininfarina", quando la sua richiesta fu autorizzata da un decreto del presidente della repubblica Giovanni Gronchi, su proposta del Ministro di grazia e giustizia Guido Gonella.

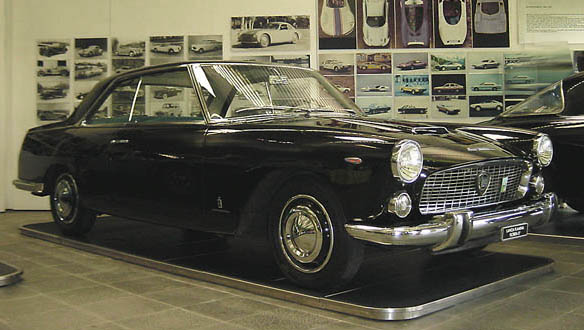
Lancia Florida II Coupé 4 porte del 1957, esemplare unico costruito sul primo autotelaio della Lancia Flaminia, e auto personale di Battista Farina.

Negli ultimi anni di vita, Pinin divise il suo tempo tra brevi apparizioni di azienda e lunghe scorribande per visitare opere artistiche, alla guida della sua Lancia Florida II, una dream car realizzata nel 1957 per il Concorso di eleganza di Cortina d'Ampezzo, che Pinin volle poi tenere come auto personale. Spesso diceva: «Mi torna in mente quel costruttore di Detroit, Olds, che viveva e dormiva nella sua automobile. E io abito nella mia Florida».
L'ultima creazione supervisionata da Pinin e realizzata su disegno del suo collaboratore storico Franco Martinengo e di Aldo Brovarone, fu l'Alfa Romeo "Duetto", esposta la prima volta al Salone di Ginevra nel marzo 1966.
Morì poche settimane dopo in una clinica di Losanna, per un male incurabile.

### L'impegno filantropico
Fu anche generoso filantropo, finanziando opere benefiche e restauri artistici. Tra i molti interventi, la ristrutturazione del Buon pastore di Torino per l'accoglienza di ragazze senza famiglia, un circolo per artisti a Torino, una scuola professionale a Grugliasco, un centro ricreativo per ragazzi a Mirafiori e il salvataggio del tempio di Ellesija.

## Riconoscimenti
Molti furono i riconoscimenti e le onorificenze ricevuti da Battista Farina, tra i quali è d'obbligo ricordare la nomina a Cavaliere del Lavoro da parte del presidente Luigi Einaudi, nel 1953. L'anno successivo la Royal Society of Arts gli attribuì il titolo di "Royal Designer for Industry" e, nel 1957, l'Associazione Disegno Industriale gli assegnò il Premio Compasso d'oro. Nel 1963 il Politecnico di Torino conferì a Pininfarina la laurea honoris causa in architettura e nel 1965 fu insignito della Legion d'onore dal presidente francese Charles de Gaulle.

## Archivio
Presso la sede della società a Torino sono conservati gli atti ufficiali (relazioni di bilancio, verbali di assemblee, atto costitutivo e trasformazioni societarie) dal 1930 al 1966 e altri materiali in prevalenza di natura iconografica: disegni, progetti, bozzetti, “figurini”. Altra documentazione relativa all'attività imprenditoriale di Pinin Farina è presente nell'archivio storico conservato presso il Centro di documentazione Alfa Romeo, nel fondo Alfa Romeo (estremi cronologici: 1910-1999) e nell'Archivio storico Fiat, nei fondi Fiat Auto Spa (estremi cronologici: 1903-1996) e Lancia (estremi cronologici: 1906-1990).